# Кубок МЛС
Кубок МЛС — цей термін означає фінальний матч за звання чемпіона, який щороку проводиться у Major League Soccer (МЛС), а також нагороду, яку отримує команда-переможець цього матчу. МЛС є вищим футбольним дивізіоном у США і Канаді. Учасники фінального матчу визначаються за результатами серії плей-оф, котра проходить по закінченні регулярного чемпіонату МЛС. Цим МЛС відрізняється від більшості провідних футбольних ліг в світі, в яких чемпіон визначається за кількістю очок набраних протягом сезону. В МЛС команда, що набрала найбільше очок протягом сезону, отримує трофей за назвою Supporters' Shield.
Перший матч за Кубок МЛС було зіграно в жовтні 1996 року. Останніми роками фінальний матч проходить у грудні. За правилами МЛС у ньому зустрічаються два переможці плей-оф Західної і Східної конференції ліги. Фінальний матч проводиться на домашньому полі того з фіналістів, хто мав кращі показники у регулярному сезоні. Це правило діє з 2012 року. До цього місце проведення фіналу Кубка МЛС ліга визначала заздалегідь, коли учасники фіналу ще не були відомі.
По завершенні матчу нагороджується також MVP (Найцінніший гравець) фіналу з-поміж гравців команди-переможця.
Володар Кубка МЛС отримує право зіграти наступного року у Лізі чемпіонів КОНКАКАФ.
|                                                                            |  |  |
| Алан Ротенберг Трофі, перша версія (1996–1998) і друга версія (1999–2007). |  |  |

Сам трофей носить назву «Філіп Ф. Аншутц Трофі» (англ. Philip F Anschutz Trophy) на честь одного із засновників ліги — Філіпа Аншутца. До 2008 року трофей мав інший вигляд і назву — «Алан Ротенберг Трофі».
Загалом до фіналу Кубка МЛС виходили 15 різних команд (за період з 1996 по 2016 в МЛС виступали 23 команди). Найбільш успішною командою в історії Кубка МЛС є «Ел-Ей Гелексі», котрий дев'ять разів грав у фіналі, з яких здобув п'ять перемог. П'ять разів грали у фіналі «Ді Сі Юнайтед» (4 перемоги) і «Нью-Інгленд Революшн» (програв усі 5 фіналів).
З-поміж гравців є 39, котрі вигравали Кубок МЛС більше одного разу. Рекордсменом є Лендон Донован, який ставав чемпіоном МЛС 6 разів (2 з «Сан-Хосе Ерсквейкс» і 4 з «Ел-Ей Гелексі»).

## Результати
| Сезон | Дата         | Чемпіон              | Рахунок | Фіналіст             | Місце проведення      | Глядачів |
| ----- | ------------ | -------------------- | ------- | -------------------- | --------------------- | -------- |
| 1996  | 20 жовтня    | Ді Сі Юнайтед        | 3–2 *   | Лос-Анджелес Гелексі | Фоксборо Стедіум      | 34 643   |
| 1997  | 26 жовтня    | Ді Сі Юнайтед        | 2–1     | Колорадо Рапідз      | РФК Меморіел Стедіум  | 57 431   |
| 1998  | 25 жовтня    | Чикаго Файр          | 2–0     | Ді Сі Юнайтед        | Роуз Боул             | 51 350   |
| 1999  | 21 листопада | Ді Сі Юнайтед        | 2–0     | Лос-Анджелес Гелексі | Фоксборо Стедіум      | 44 910   |
| 2000  | 15 жовтня    | Канзас-Сіті Візердз  | 1–0     | Чикаго Файр          | РФК Меморіел Стедіум  | 39 159   |
| 2001  | 21 жовтня    | Сан-Хосе Ерсквейкс   | 2–1 *   | Лос-Анджелес Гелексі | Крю Стедіум           | 21 626   |
| 2002  | 20 жовтня    | Лос-Анджелес Гелексі | 1–0 *   | Нью-Інгленд Революшн | Жилетт Стедіум        | 61 316   |
| 2003  | 23 листопада | Сан-Хосе Ерсквейкс   | 4–2     | Чикаго Файр          | Home Depot Center     | 27 000   |
| 2004  | 14 листопада | Ді Сі Юнайтед        | 3–2     | Канзас-Сіті Візердз  | Home Depot Center     | 25 797   |
| 2005  | 13 листопада | Лос-Анджелес Гелексі | 1–0 *   | Нью-Інгленд Революшн | Піцца Хат Парт        | 21 193   |
| 2006  | 12 листопада | Х'юстон Динамо       | 1–1 п   | Нью-Інгленд Революшн | Піцца Хат Парт        | 22 427   |
| 2007  | 18 листопада | Х'юстон Динамо       | 2–1     | Нью-Інгленд Революшн | РФК Меморіел Стедіум  | 39 859   |
| 2008  | 23 листопада | Коламбус Крю         | 3–1     | Нью-Йорк Ред Буллз   | Home Depot Center     | 27 000   |
| 2009  | 22 листопада | Реал Солт-Лейк       | 1–1 п   | Лос-Анджелес Гелексі | Квест Філд            | 46 011   |
| 2010  | 21 листопада | Колорадо Рапідз      | 2–1 *   | Даллас               | БМО Філд              | 21 700   |
| 2011  | 20 листопада | Лос-Анджелес Гелексі | 1–0     | Х'юстон Динамо       | Home Depot Center     | 30 281   |
| 2012  | 1 грудня     | Лос-Анджелес Гелексі | 3–1     | Х'юстон Динамо       | Home Depot Center     | 30 510   |
| 2013  | 7 грудня     | Спортінг Канзас-Сіті | 1–1 п   | Реал Солт-Лейк       | Спортінг Парк         | 21 650   |
| 2014  | 7 грудня     | Лос-Анджелес Гелексі | 2–1 *   | Нью-Інгленд Революшн | СтабХаб Центр         | 27 000   |
| 2015  | 6 грудня     | Портленд Тімберз     | 2–1     | Коламбус Крю         | Мафре Стедіум         | 21 747   |
| 2016  | 10 грудня    | Сіетл Саундерз       | 0–0 п   | Торонто              | БМО Філд              | 36 045   |
| 2017  | 9 грудня     | Торонто              | 2–0     | Сіетл Саундерз       | БМО Філд              | 30 584   |
| 2018  | 8 грудня     | Атланта Юнайтед      | 2–0     | Портленд Тімберз     | Мерседес-Бенц Стедіум | 73 019   |
| 2019  | 10 листопада | Сіетл Саундерз       | 3–1     | Торонто              | Сенчурі Лінк Філд     | 69 274   |
| 2020  | 12 грудня    | Коламбус Крю         | 3–0     | Сіетл Саундерз       | Мафре Стедіум         | 1500     |
| 2021  | 11 грудня    | Нью-Йорк Сіті        | 1–1     | Портленд Тімберз     | Провіденс Парк        | 25 218   |